# Probabin
Probabin (ukr. Пробабин) – wieś na Ukrainie, w obwodzie iwanofrankiwskim, w rejonie horodeńskim.
W okresie międzywojennym w miejscowości stacjonowała placówka Straży Celnej „Probabin”, a potem placówka Straży Granicznej I linii „Probabin”.